# Pierre Gosselin
Pierre Gosselin (* 23. März 1932 in Hautrage, Hainaut) ist ein ehemaliger belgischer Radrennfahrer und nationaler Meister im Radsport.

## Sportliche Laufbahn
Gosselin war Teilnehmer der Olympischen Sommerspiele 1952 in Helsinki. Er startete im Tandemrennen mit Gabriel Glorieux (beide belegten den 10. Platz). 1950 gewann er die belgische Meisterschaft im Sprint der Amateure vor Gentil Saelens. 1951 wurde er Vize-Meister, 1953 dann Dritter der Meisterschaft. 1954 wechselte er in die Klasse der Unabhängigen, dort gewann er das Rennen Gent–Brügge.